# Покотилов, Дмитрий Викторович
Дми́трий Ви́кторович Покоти́лов (1842—1899) — инженер-строитель, автор сооружений в Новочеркасске, Одессе, Варшаве и ряда известных зданий в Санкт-Петербурге; гласный Санкт-Петербургской городской Думы.

## Биография
Дмитрий Покотилов закончил 1-й кадетский корпус в 1860 году, продолжил обучение в Николаевской инженерной академии, откуда выпустился в 1864-м. Развивал карьеру военного инженера, строил в Новочеркасске, Одессе и Варшаве. В 1877 году переехал в Санкт-Петербург в чине чиновника особых поручений 5-го класса. В 1885-м он был избран в городскую Думу, вошёл в несколько важных комиссий, а в 1886-м стал гласным от города в Санкт-Петербургском губернском собрании. В 1889-м Покотилов возглавил 1-ю Санкт-Петербургскую инженерную дистанцию. Через несколько лет перевёлся на работу в Главное управление военно-учебных заведений, где получил должность инспектора по строительной части. На этом посту он проработал до 1899 года. Помимо прочего, Покотилов был председателем городской Комиссии общественного здравия и попечителем
Александровской больницы, в его честь в 1900-м году назвали одну из мужских палат.
Дмитрий Покотилов был женат дважды. Первая супруга — Александра Павловна — родила ему троих детей: Дмитрия, Алексея и Александру. Дмитрий Дмитриевич Покотилов стал китаистом, служил чрезвычайным послом и полномочным министром в Китае, был членом правления русско-китайского и русско-корейского банков, а также входил в президиум Китайско-Восточной железной дороги. Алексей Покотилов стал революционером, вступил в партию эсеров и участвовал в подготовке покушения на Вячеслава Плеве. Александра Дмитриевна Покотилова стала супругой помощника министра финансов Романова. Александра Павловна скончалась в 1881 году. Вторая супруга, М. К. Покотилова, пережила архитектора на много лет, для неё в 1909-м архитектор Марьян Лялевич построил неоренессансный особняк на Каменноостровском проспекте, 48.

## Постройки

### Санкт-Петербург
Покотилов построил в Петербурге 9 зданий, все из них сохранились до XXI века:
- Загородный проспект, 28 — дворовый корпус. В этом доме жил композитор Римский-Корсаков, здесь он написал 11 опер. В настоящее время в здании работает музей-квартира композитора[3].
- Ул. Чайковского, 81 — доходный дом А. П. Покотиловой. Супруга архитектора Александра Павловна купила участок с четырёхэтажным домом в 1874-м году, в 1876-м Покотилов надстроил дом до 5 этажей и добавил надворный флигель, переоформил фасады, добавив обильную лепнину, рустовку, эркер на кронштейнах в центральной части[3][6]. В 1890-м Покотилов продал участок с домом О. Ф. Дзичканец, супруге своего знакомого — генерал-майора Алексея Дзичканца[1].
- Ул. Марата, 16 — построен в 1880—1881 году на основе дома генеральши Комаровой. Покотилов долгое время сам владел новым зданием и жил в нём, в 1910—1914 квартиру № 20 занимали Шостаковичи[7].
- Ул. Миллионная, 38 — жилой дом штаба Гвардейского корпуса. Совместный проект с архитектором Христианом Грейфаном, 1883—1884[7].
- Ул. Садовая, 4 — особняк военного министра, проект архитектора Рудольфа Бернгарда. Покотилов руководил строительством, интерьеры оформил Отто фон Гиппиус[8].
- Инженерная ул., 6А, 7, 9, 13 — казармы Гальванической роты, 1872—1874 (надстроены в 1897 и 1900-м годах)[8].